# Michele Tricca
Michele Tricca (Susa, 26 aprile 1993) è un velocista italiano specializzato nei 400 metri piani, medaglia di bronzo agli Europei juniores di Tallinn 2011 nella prova individuale e d'oro con la staffetta 4×400 metri.

## Biografia
Il suo record personale sui 400 metri, 46"09, rappresenta la 20ª miglior prestazione italiana di sempre.

## Record nazionali
Juniores (under 20)
- 400 metri piani indoor: 47"23 ( Val-de-Reuil, 3 marzo 2012) - record detenuto fino al 7 febbraio 2021

## Progressione
| Stagione | Risultato | Luogo      | Data      | Rank. Mond. |
| -------- | --------- | ---------- | --------- | ----------- |
| 2014     | 46"78     | Rovereto   | 19-7-2014 | 197º        |
| 2013     | 46"81     | Rieti      | 15-6-2013 |             |
| 2012     | 46"31     | Barcellona | 10-7-2012 |             |
| 2011     | 46"09     | Tallinn    | 22-7-2011 |             |
| 2010     | 47"64     | Mosca      | 23-5-2010 |             |
| 2009     | 48"48     | Bressanone | 31-5-2009 |             |

## Palmarès
| Anno | Manifestazione          | Sede       | Evento      | Risultato  | Prestazione | Note                                     |
| ---- | ----------------------- | ---------- | ----------- | ---------- | ----------- | ---------------------------------------- |
| 2009 | Mondiali allievi        | Bressanone | 400 m piani | Batteria   | 51"16       |                                          |
| 2010 | Mondiali juniores       | Moncton    | 4 × 400 m   | Batteria   | 3'12"32     |                                          |
| 2011 | Europei juniores        | Tallinn    | 400 m piani | Bronzo     | 46"09       | Miglior prestazione nazionale under 20   |
| 2011 | Europei juniores        | Tallinn    | 4 × 400 m   | Oro        | 3'06"43     | [ 3 ]                                    |
| 2012 | Mondiali juniores       | Barcellona | 400 m piani | Semifinale | 46"92       |                                          |
| 2012 | Mondiali juniores       | Barcellona | 4 × 400 m   | Finale     | dq          |                                          |
| 2013 | Giochi del Mediterraneo | Mersin     | 4 × 400 m   | Oro        | 3'04"61     | Miglior prestazione personale stagionale |
| 2013 | Europei under 23        | Tampere    | 400 m piani | Batteria   | 47"16       |                                          |
| 2013 | Europei under 23        | Tampere    | 4 × 400 m   | Bronzo     | 3'05"10     |                                          |
| 2014 | Europei                 | Zurigo     | 4 × 400 m   | Batteria   | 3'04"74     | Miglior prestazione personale stagionale |
| 2016 | Europei                 | Amsterdam  | 4 × 400 m   | Batteria   | 3’06”07     | Miglior prestazione personale stagionale |
| 2018 | Giochi del Mediterraneo | Tarragona  | 400 m piani | 4º         | 46"35       | Miglior prestazione personale stagionale |
| 2018 | Giochi del Mediterraneo | Tarragona  | 4 × 400 m   | Oro        | 3'03"54     |                                          |
| 2018 | Europei                 | Berlino    | 4 × 400 m   | 6º         | 3'02"34     |                                          |
| 2019 | Europei indoor          | Glasgow    | 4 × 400 m   | 6º         | 3'09"48     |                                          |
| 2019 | World Relays            | Yokohama   | 4 × 400 m   | 9º         | 3'03"97     |                                          |

## Campionati nazionali
2011
- Bronzo ai Campionati nazionali italiani, 400 m piani - 46"69

2012
- Oro ai Campionati italiani juniores, 400 m piani - 46"77

2014
- Oro ai campionati italiani assoluti, staffetta 4x400 m - 3'08"81

2015
- Oro ai Campionati nazionali italiani, staffetta 4 × 400 m - 3'10"45 (con Marco Lorenzi, Lorenzo Valentini, Davide Re)

2017
- 7º ai campionati italiani assoluti, 400 m piani - 47"48
- Oro ai campionati italiani assoluti, staffetta 4 × 400 m - 3'06"90

2018
- 4º ai campionati italiani assoluti, 400 m piani - 47"04
- Bronzo ai campionati italiani assoluti indoor, 400 m piani - 47"65

2019
- 4º ai campionati italiani assoluti, 400 m piani - 46"88
- Oro ai campionati italiani assoluti indoor, 400 m piani - 46"85

2020
- 4º ai campionati italiani assoluti, 400 m piani - 47"21
- Oro ai campionati italiani assoluti indoor, 400 m piani - 48"01

2022
- 6º ai campionati italiani assoluti indoor, 400 m piani - 48"22

2023
- Bronzo ai campionati italiani assoluti, staffetta 4 × 400 m - 3'11"57